# 朱迪丝·索科
朱迪丝·索科（英語：Judith Soko；2004年3月31日—），赞比亚女子足球运动员，司职后卫，目前效力于YASA Queens和赞比亚国家女子足球队。她曾代表赞比亚参加2022年非洲女子国家杯和2023年国际足联女子世界杯等多场国际赛事。